# Andri Oberholzer
Andri Oberholzer (* 24. Juli 1996 in Amriswil) ist ein Schweizer Leichtathlet, der sich auf den Zehnkampf spezialisiert hat. Er belegte den 1. Platz im Siebenkampf bei den Schweizer Leichtathletik-Hallenmeisterschaften 2017, 2021 und 2022 in Magglingen.
Oberholzer war Teilnehmer an den Leichtathletik-U23-Europameisterschaften 2017 in Bydgoszcz und an den Leichtathletik-Junioreneuropameisterschaften 2015 in Eskilstuna. 2022 qualifizierte er sich für die indoor Weltmeisterschaft in Belgrad. Dort belegte er den fünften Rang und klassierte sich als drittbester Europäer. Oberholzer absolvierte  die Spitzensport-RS der schweizerischen Armee.

## Erfolge
- 2015: 21. Rang Leichtathletik-Junioreneuropameisterschaften 2015
- 2017: 6. Rang Leichtathletik-U23-Europameisterschaften 2017
- 2017: 1. Rang Schweizer Leichtathletik-Hallenmeisterschaften in Magglingen im Siebenkampf[1]
- 2018: 2. Rang Schweizer Meisterschaften Zehnkampf
- 2021: 1. Rang Schweizer Leichtathletik-Hallenmeisterschaften in Magglingen im Siebenkampf[1]
- 2022: 1. Rang Schweizer Leichtathletik-Hallenmeisterschaften in Magglingen im Siebenkampf
- 2022: 5. Rang Leichtathletik-Hallenweltmeisterschaften im Siebenkampf